# Cladonia digitata
Cladonia digitata (L.) Hoffm. (1796), è una specie di lichene appartenente al genere Cladonia,  dell'ordine Lecanorales.
Il nome deriva dal latino digitatus, cioè che ha la forma di un dito, per il caratteristico aspetto che assume da eretto.

## Caratteristiche fisiche
Il tallo è di colore verdognolo e le sue squamule sono grandi, lunghe fino ad un centimetro, di forma arrotondata e col margine costellato di soredi. I podezi sono caliciformi, anche se un po' irregolari, normalmente eretti, provvisti di cortex nella parte inferiore e con soredi nella parte superiore. Raramente forma apoteci, e quando ciò accade, sono di un bel colore rosso e alquanto grandi.

## Habitat
Come la C. macilenta preferisce climi che vanno dal moderato fresco al montano medio-alto. Attecchisce su substrati organici diversi: dai tronchi d'albero caduti al suolo, ceppaie, legno imputridito. Predilige suoli ricchi di humus e con un pH abbastanza elevato.

## Località di ritrovamento
La specie, da considerarsi cosmopolita, è stata reperita nelle seguenti località:
- Germania (Sassonia-Anhalt, Baden-Württemberg, Amburgo, Meclemburgo, Schleswig-Holstein, Turingia, Brandeburgo, Essen, Niedersachsen, Berlino, Baviera, Renania Settentrionale-Vestfalia, Renania-Palatinato, Sassonia);
- USA (New York, Maine, Hawaii, Idaho, Montana, Nuovo Messico, Minnesota, Massachusetts, Michigan, Alaska, Vermont, Washington, Virginia Occidentale, Wisconsin);
- Canada (Manitoba, Nuova Scozia, Isola del Principe Edoardo, Ontario, Alberta, Columbia Britannica, Nuovo Brunswick, Terranova, Labrador, Québec (provincia));
- Austria (Oberösterreich, Steiermark);
- Cina (Heilongjiang, Jilin);
- Argentina, Corea del Sud, Danimarca, Estonia, Finlandia, Giappone, Groenlandia, India, Irlanda, Isole Canarie, Kenya, Lituania, Lussemburgo, Madera, Mongolia, Norvegia, Oceania, Paesi Bassi, Polonia, Regno Unito, Repubblica Ceca, Romania, Saint-Pierre e Miquelon, Serbia, Spagna, Svezia, Svizzera, Tanzania, Turchia, Uganda, Ungheria.

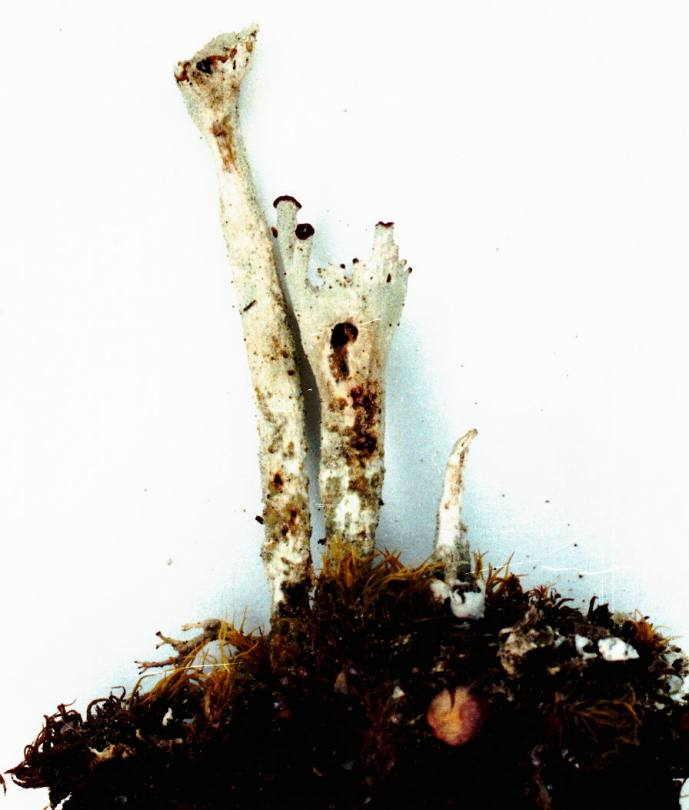
Cladonia digitata

In Italia è presente, ed è anche abbastanza comune, in tutto il Trentino-Alto Adige e tutta la Val d'Aosta, nell'arco alpino piemontese e lombardo, nel Veneto settentrionale e nel Friuli a ridosso delle Alpi. Rara è invece in Liguria e lungo tutte le regioni dell'arco appenninico peninsulare, ad eccezione della Campania e dell'Umbria, dove è assente. Infine risulta di raro rinvenimento anche in Sicilia.

## Tassonomia
Questa specie è unanimemente riferita alla sezione Cocciferae, e presenta le seguenti forme, sottospecie e varietà (al 2008):
- Cladonia digitata f. brachytes (Ach.) Sandst.
- Cladonia digitata f. cephalotes (Ach.) Harm. (1927).
- Cladonia digitata f. cerucha (Ach.) Harm.
- Cladonia digitata f. conspicua (Delise) Malbr. (1881).
- Cladonia digitata f. denticulata (Ach.) Harm.
- Cladonia digitata f. digitata (L.) Hoffm. (1796).
- Cladonia digitata f. glabrata Delise

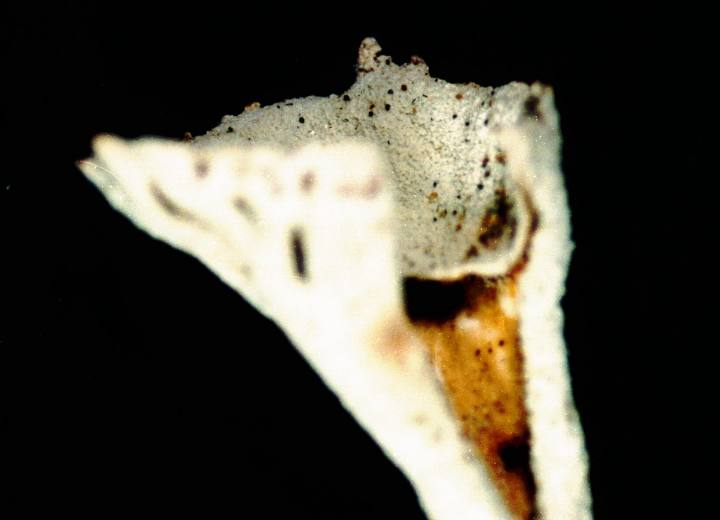
Cladonia digitata, i podezi

- Cladonia digitata f. mucronata Delise ex Malbr. (1881).
- Cladonia digitata f. ostreatiformis Leight. (1879).
- Cladonia digitata f. tenella Th. Fr.
- Cladonia digitata var. brachytes (Ach.) Vain.
- Cladonia digitata var. ceruchoides Vain.
- Cladonia digitata var. digitata (L.) Hoffm. (1796).
- Cladonia digitata var. glabrata (Delise) Vain.
- Cladonia digitata var. monstrosa (Ach.) Vain.